# Apologize
Apologize (englisch für: „(sich) entschuldigen“) ist ein Lied der US-amerikanischen Alternative-Rock-Band OneRepublic aus dem Jahr 2006, das im Folgejahr durch die Zusammenarbeit mit dem US-amerikanischen Hip-Hop-Musiker und Musikproduzenten Timbaland bekannt wurde.

## Entstehung und Veröffentlichung
Das Lied wurde von OneRepublic-Frontmann Ryan Tedder geschrieben. Für die Produktion zeichnete Greg Wells verantwortlich. Die Erstveröffentlichung von Apologize erfolgte als digitale Single am 30. April 2006.
Im Folgejahr erschien ein Remix mit dem US-amerikanischen Hip-Hop-Musiker und Musikproduzenten Timbaland, der eine leicht abgewandelte Variante darstellt, über dessen Urheberschaft ebenfalls Timbaland verfügt. Für die Produktion zeichnete erneut Greg Wells verantwortlich, diesmal zusammen mit Ryan Tedder. Die Erstveröffentlichung dieser Version erfolgte am 2. April 2007 als Teil von Timbalands zweitem Studioalbum Shock Value. Am 11. September 2007 erschien das Lied zunächst als Airplay und am 17. September 2007 als Single. Am 20. November 2007 wurde es als Teil von OneRepublics Debütalbum Dreaming Out Loud veröffentlicht.
Das Stück wurde in der am 6. Januar 2008 in den Vereinigten Staaten ausgestrahlten Folge Sabotage der Serie Cold Case – Kein Opfer ist je vergessen als Hintergrundmusik verwendet. Im deutschsprachigen Raum wurde das Lied auch als Soundtrack zu Til Schweigers Filmkomödie Keinohrhasen bekannt.

## Musikvideo
Zu Apologize entstanden zwei Musikvideos. Aaron Platt drehte das Video zur Soloversion, das auf YouTube über 22 Millionen Aufrufe hat. Die Regie zum Video der Remix-Version führte Robert Hales; diese Version hat über 656 Millionen Aufrufe.

## Kommerzieller Erfolg

### Chartplatzierungen
| ChartsChartplatzierungen       | Höchstplatzierung | Wochen |
| ------------------------------ | ----------------- | ------ |
| Deutschland (GfK)              | 1 (58 Wo.)        | 58     |
| Österreich (Ö3)                | 1 (35 Wo.)        | 35     |
| Schweiz (IFPI)                 | 1 (89 Wo.)        | 89     |
| Vereinigte Staaten (Billboard) | 2 (47 Wo.)        | 47     |
| Vereinigtes Königreich (OCC)   | 3 (46 Wo.)        | 46     |

| ChartsJahrescharts (2007)      | Platzierung |
| ------------------------------ | ----------- |
| Deutschland (GfK)              | 32          |
| Österreich (Ö3)                | 32          |
| Schweiz (IFPI)                 | 12          |
| Vereinigte Staaten (Billboard) | 66          |
| Vereinigtes Königreich (OCC)   | 16          |

| ChartsJahrescharts (2008)      | Platzierung |
| ------------------------------ | ----------- |
| Deutschland (GfK)              | 1           |
| Österreich (Ö3)                | 2           |
| Schweiz (IFPI)                 | 1           |
| Vereinigte Staaten (Billboard) | 5           |
| Vereinigtes Königreich (OCC)   | 54          |

### Auszeichnungen für Musikverkäufe
| Land/Region                  | Auszeichnungen für Musikverkäufe (Land/Region, Auszeichnung, Verkäufe) | Verkäufe   |
| ---------------------------- | ---------------------------------------------------------------------- | ---------- |
| Australien (ARIA)            | 11× Platin                                                             | 770.000    |
| Belgien (BRMA)               | Gold                                                                   | 25.000     |
| Brasilien (PMB)              | 3× Platin                                                              | 180.000    |
| Dänemark (IFPI)              | 2× Platin                                                              | 30.000     |
| Deutschland (BVMI)           | 9× Gold                                                                | 1.350.000  |
| Finnland (IFPI)              | —                                                                      | 5.427      |
| Italien (FIMI)               | 2× Platin                                                              | 200.000    |
| Kanada (MC)                  | 5× Platin                                                              | 400.000    |
| Neuseeland (RMNZ)            | 3× Platin                                                              | 90.000     |
| Österreich (IFPI)            | 2× Platin                                                              | 60.000     |
| Schweden (IFPI)              | 2× Platin                                                              | 40.000     |
| Schweiz (IFPI)               | 3× Platin                                                              | 90.000     |
| Spanien (Promusicae)         | Platin                                                                 | 40.000     |
| Vereinigte Staaten (RIAA)    | 4× Platin (Single) · + Platin (Mastertone)                             | 5.819.000  |
| Vereinigtes Königreich (BPI) | 3× Platin                                                              | 1.800.000  |
| Insgesamt                    | 2× Gold · 46× Platin ·                                                 | 10.899.427 |

Hauptartikel: Timbaland/Auszeichnungen für Musikverkäufe

### Auszeichnungen für Musikstreaming
| Land/Region     | Auszeichnungen für Musikverkäufe (Land/Region, Auszeichnung, Verkäufe) | Verkäufe |
| --------------- | ---------------------------------------------------------------------- | -------- |
| Dänemark (IFPI) | Gold                                                                   | 900.000  |
| Insgesamt       | 1× Gold ·                                                              | 900.000  |

Hauptartikel: Timbaland/Auszeichnungen für Musikverkäufe